# Acidente do Antonov An-26 da Força Aérea da Síria

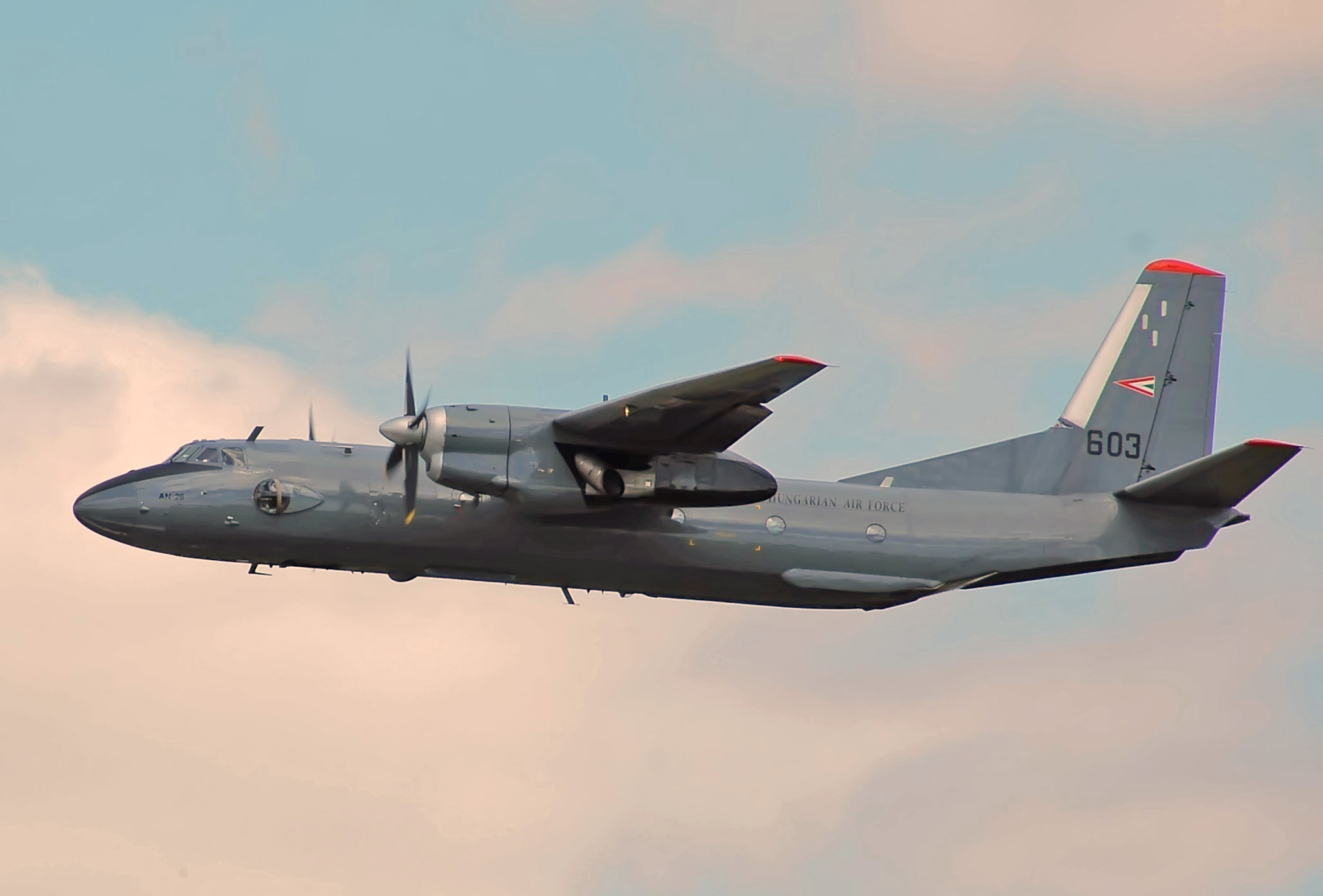
Antonov An-26 semelhante à aeronave envolvida

Em 18 de janeiro de  2015, uma aeronave militar, modelo Antonov An-26 de fabrico russo, operado pelo Força Aérea da Síria, caiu ao tentar pousar no aeroporto militar de Abu al-Durur, na província de Idlib, Síria. Havia 35 pessoas a bordo, sendo 30 soldados sírios e 5 especialistas militares iranianos. Não houve sobreviventes. O Exército sírio culpou o mau tempo na região, porém, a Al-Qaeda informou que abateu a aeronave.

## Voo
O aparelho de carga  militar, de posse da Força Aérea da Síria,  viajava ao noroeste do país levando comida e munição durante a noite de 18 de janeiro de 2015.  No voo havia 29 passageiros e 6 tripulantes. O destino da aeronave era o aeroporto  militar Abu al-Durur, que é controlado pelas forças governamentais sírias e assediado por combatentes da Frente al-Nusra, filial da Al-Qaeda neste país.

## Causas
O Observatório Sírio de Direitos Humanos (OSDH), informou que o acidente foi devido a forte neblina ou  questões técnicas  . Segundo o Observatório, a pouca visibilidade no momento do acidente fez com que o avião caísse após se chocar com os cabos da instalação elétrica. 
No entanto a ala da Al-Qaeda na Síria, a Frente al-Nusra  disse através do Twitter, que derrubou a aeronave síria.  "A Frente al-Nusra derrubou um avião de carga militar durante a noite acima do aeroporto militar de Abu al-Duhur", disse no tuíte. 

## Nacionalidades
| Nacionalidade | Passageiros | Tripulantes | Total |
| ------------- | ----------- | ----------- | ----- |
| sírios        | 24          | 6           | 30    |
| iranianos     | 5           | –           | 5     |
| Total         | 29          | 6           | 35    |